# António de Saldanha
António de Saldanha was een Portugese zeevaarder die in 1603 de Tafelbaai van Zuid-Afrika verkende en als eerste Europeaan de Tafelberg beklom.

## Biografie
Koning Emanuel I van Portugal gaf in 1503 drie vloten de opdracht om de ingang van de Rode Zee te verkennen, Arabische handelaars dwars te zitten en vervolgens naar Indië te varen. De vloot onder leiding van De Saldanha verloor bij Kaap de Goede Hoop de anderen uit het oog en meerde aan in de Tafelbaai. Aldaar beklom hij de Tafelberg, die hij zo noemde vanwege diens platte bovenkant, om van hogerop zijn locatie vast te stellen. Na de afdaling werden de Portugezen aangevallen door zo'n tweehonderd Khoikhoi, maar De Saldanha wist met lichte verwondingen te ontkomen en hervatte zijn scheepstocht.
De Tafelbaai stond ongeveer een eeuw bekend als de Saldanhabaai. In 1601 voer de Nederlandse zeevaarder Joris van Spilbergen naar de huidige Saldanhabaai en, in de veronderstelling dat hij bij de huidige Tafelbaai was, noemde hij de baai Saldanhabaai. Sindsdien is deze naam in gebruik gebleven en werd de oorspronkelijke Saldanhabaai hernoemd naar Tafelbaai. Aan deze baai is eveneens de stad Saldanha vernoemd naar de zeevaarder.